# Symphysodon tarzoo
Cá dĩa bông xanh (Danh pháp khoa học: Symphysodon tarzoo) là một loài cá nước ngọt trong họ cá hoàng đế Cichlidae phân bố ở vùng sông Amazon ở những vùng nước sâu và ẩn khuất. Chúng khi phát triển có thể có chiều dài lên đến 13,24 xentimét (5,21 in). Chúng được phát hiện bởi Earl Lyons vào năm 1959 và có cái tên này vào năm 2006. Chúng là một trong những giống cá cảnh được ưa chuộng.

## Biến thể
Trong môi trường nuôi nhốt, chúng cũng là một trong những giống nền để lai tạo ra các giống cá cảnh đa dạng, phong phú trong nhóm cá dĩa. Giống thông thường của dòng cá lai tại dược gọi là cá dĩa bông xanh (turquoise)và hiện nay giống mới nhất là cá bạch tạng (snow white hoặc albino white). Cá dĩa ma (ghost) là một đột biến từ cá bông xanh (brilliant).
Người ta cải thiện màu sắc bằng cách lai với cá dĩa nâu để tạo ra dòng cá dĩa ma sạch hơn (silver dreamer) tuy nhiên, nguồn gốc cá bông xanh (nhiều hắc sắc tố) vẫn thể hiện khi cá vẫn lem chút chấm nhỏ như hạt tiêu. Dẫu dòng cá ban đầu xuất hiện trên thị trường khá sạch nhưng về sau người ta lai cận huyết cá dĩa ma với hy vọng củng cố màu vàng khiến tiêu xuất hiện ngày càng nhiều. 